# Copris simonettai
Copris simonettai är en skalbaggsart som beskrevs av Yves Cambefort 1992. Copris simonettai ingår i släktet Copris och familjen bladhorningar. Inga underarter finns listade i Catalogue of Life.